# Blaueis (Glaziologie)

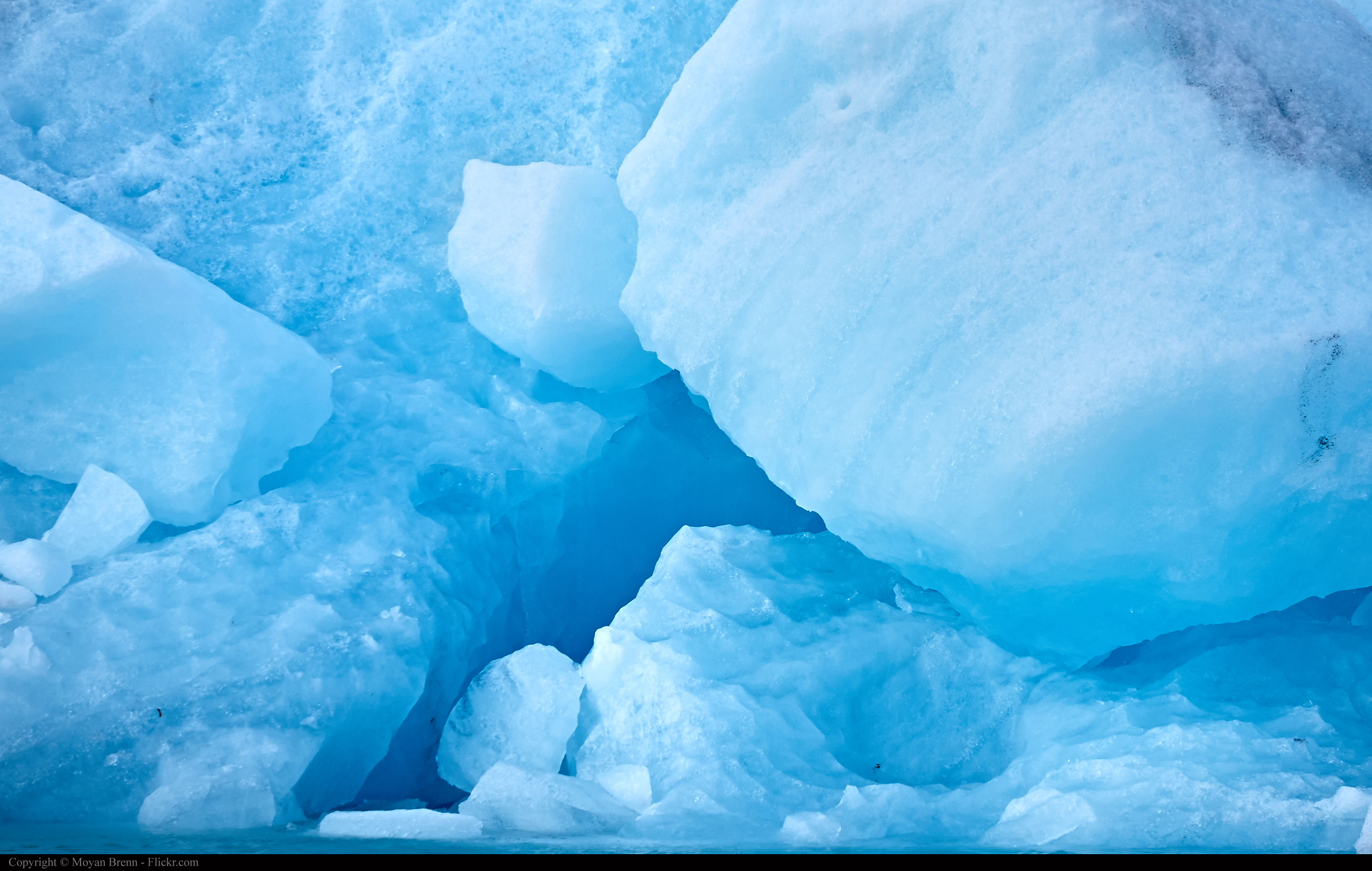
Nahaufnahme von Eis mit hellblauem Ton in Island

Blaueis entsteht beispielsweise wenn Schnee auf einen Gletscher fällt, komprimiert wird und Teil des Gletschers wird. Bei der Komprimierung werden die Luftblasen herausgedrückt, so dass sich die Eiskristalle vergrößern. Diese Vergrößerung ist für die blaue Farbe des Eises verantwortlich. Blaues Eis ist auch in Blaueisgebieten oder Blaueisfeldern der Antarktis zu finden, in denen Schnee durch Wind abgetragen wurde oder Sublimation zu einem Netto-Massenverlust an Eis ohne Schmelzen geführt hat.

## Entstehung von Blaueis
Normaler Schnee und Eis erscheinen weiß, weil sich darin Luftblasen befinden. In Gletschern führt Druck dazu, dass die Luftblasen herausgepresst werden, wodurch die Dichte des entstehenden Eises erhöht wird. Je größer also die Anzahl der Blasen in einem Stück Eis ist, desto weniger Licht kann tiefer in das Eis vordringen. Das heißt, wenn man das Licht von Eis mit mehr Blasen betrachtet, ist der größte Teil des Lichts durch weniger Eis gewandert und hat somit weniger Strecke zurückgelegt, um das Eis blau erscheinen zu lassen. Kleine Mengen Wasser erscheinen farblos, in großen Mengen jedoch blau, da es andere Farben besser absorbiert als Blau. Ein großes Stück komprimiertes Eis, ein Gletscher, erscheint ebenfalls blau.
Die blaue Farbe wird manchmal fälschlicherweise der Rayleigh-Streuung zugeschrieben, die für die Farbe des Himmels verantwortlich ist. Vielmehr ist Wassereis aus dem gleichen Grund blau wie große Mengen flüssigen Wassers: Es ist das Ergebnis eines Obertons einer Sauerstoff-Wasserstoff-Bindung (O-H) im Wasser, die Licht am roten Ende des sichtbaren Spektrums absorbiert. Im Falle von Ozeanen oder Seen wird ein Teil des Lichts, das auf die Wasseroberfläche trifft, direkt reflektiert, aber der größte Teil des Lichts dringt in die Oberfläche ein und interagiert mit ihren Molekülen. Die Wassermoleküle können in verschiedenen Modi schwingen, wenn Licht auf sie trifft. Die roten, orangefarbenen, gelben und grünen Wellenlängen im Lichtspektrum (780…490 nm) werden absorbiert, so dass das verbleibende Licht aus den kürzeren Wellenlängen von Blau und Violett (490…380 nm) zurückgeworfen wird.
Das Phänomen von blau gefärbtem Eis tritt also auf, wenn Licht die Möglichkeit hat, einen längeren Weg im Eis zurückzulegen, die Eiskristalle die blauen Lichtwellen (mit der höchsten Photonen-Energie von 2,53…3,26 eV) damit nicht absorbieren können und sie stattdessen zum Betrachter zurückwerfen. Sobald das blaue Eis wärmerer Luft ausgesetzt wird, entstehen Risse und Spalten in den Oberflächenschichten, die die großen blauen Kristalle aus dichtem, reinem Eis aufbrechen. Innerhalb weniger Stunden trüben diese luftgefüllten Risse die Oberfläche und lassen das Eis weiß erscheinen. Die blaue Farbe wird erst wieder sichtbar, wenn das Eis bricht oder umkippt und das Eis freilegt, das die Luft nicht erreichen konnte. So konnten Touristen im Januar 2011 am Tasman-Gletscher in Neuseeland beobachten, wie ein Eisberg umkippte und verblüffend blaues Eis zum Vorschein kam, das seit dem Kalben des Eisbergs monatelang unter Wasser geblieben war.